# Столкновение над Борулахом
Столкновение над Борулахом — авиационная катастрофа, произошедшая во вторник 19 мая (понедельник 18 мая МСК) 1970 года, когда в небе над Борулахским наслегом (Якутская АССР) столкнулись два вертолёта Якутского управления гражданской авиации (Аэрофлот), при этом погибли 4 человека.

## Вертолёты
- Ми-1М с регистрационным номером СССР-17829 (заводской — 03011) был выпущен 30 марта 1962 года и на момент происшествия относился к 228-му лётному отряду, входящему в состав Маганского объединённого авиационного отряда. Его общая наработка составляла 4155 часов[1].
- Ми-4 с регистрационным номером СССР-35295 (заводской — 07165) был выпущен 24 августа 1965 года и на момент происшествия относился к Батагайскому объединённому авиационному отряду. Его общая наработка составляла 3445 часов[2].

## Катастрофа
Звено вертолётов Ми-1 Маганского авиаотряда было откомандировано в посёлок Борулах, что у села Томтор, и обслуживало геологическую экспедицию (работала на месторождении Томтор). С этой же целью в посёлке базировались и вертолёты Батагайского авиаотряда. В день происшествия пилот Левшин Н. С. из 288-го лётного отряда взял на Ми-1 борт 17829 авиатехника Бекенева Л. А. и двух подростков, чтобы просто их покатать. Поднявшись на высоту 15—20 метров, вертолёт начал кружить вокруг посёлка Борулах, при этом Левшин почти не следил за ситуацией вокруг. А в это время к площадке уже приближался Ми-4 борт 35295, пилотом которого был Лазуткин М. А.. Тот также практически не следил за ситуацией вокруг, а потому когда неожиданно увидел возле себя Ми-1, то столкновения было уже не избежать. Лопасти несущего винта борта 17829 (Ми-1) врезались в заднюю часть фюзеляжа борта 35295 (Ми-4), пробивая обшивку, но при этом сами отделились. Не имея возможности продолжать полёт с разрушенным несущим винтом, Ми-1 камнем упал на землю, разрушился и полностью сгорел. Все 4 человека в нём (пилот, авиатехник и двое подростков) погибли. Пилот Лазуткин, несмотря на полученные повреждения своего вертолёта, сумел совершить аварийную посадку, при этом на борту никто не погиб, хотя машина восстановлению не подлежала.

## Причины
Согласно заключению комиссии, катастрофа произошла из-за отсутствия порядка и дисциплины в находящемся в Борулахе звене вертолётов Маганского объединённого отряда. У лётного и технического состава пьянки уже были чуть ли не в порядке вещей, из-за чего общежитие и пилотская комната, где эти пьянки нередко проводили, были загажены и в них царил беспорядок. Какая-либо предполётная подготовка или разборы после полётов не проводились. Заместитель командира 288-го лётного отряда по политической части Подколзин В. П. дважды прилетал в Борулах с проверкой, но никаких нарушений не замечал. Заместитель командира Маганского авиаотряда по летной службе Корягин А.И. и командир 288-го лётного отряда Росляков Л.С. же вообще ни разу не проверяли, как обстоят дела в откомандированном звене вертолётов. Хотя в Борулахе базировались и вертолёты Батагайского объединённого авиаотряда, но руководство этого авиаотряда не стало брать контроль над звеном маганских вертолётов.